# کاتاژینا ژلینسکا
کاتاژینا ماریا ژلینسکا (لهستانی: Katarzyna Maria Zielińska؛ ‏تلفظ لهستانی: [kataˈʐɨna]؛ زادهٔ ۲۹ اوت ۱۹۷۹) بازیگر و خواننده اهل لهستان است.
از فیلم‌ها یا برنامه‌های تلویزیونی که وی در آن نقش داشته است، می‌توان به نامه به بابا نوئل، نامه به بابا نوئل ۲، طایفه، دوستان و ع چون عشق اشاره کرد.